# Castellu di Cucuruzzu
Das Castellu di Cucuruzzu ist eine megalithische Kultstätte der Torre-Kultur auf der Insel Korsika: Sie liegt zwischen Sainte-Lucie-de-Tallano und Levie auf dem etwa 900 m hohen Granitplateau Pianu di Levie. Die erst 1959 bei Luftaufnahmen entdeckte torreanische Anlage wurde in der korsischen Bronze- und Eisenzeit zwischen dem 9. und 4. Jahrhundert v. Chr. genutzt. Später gab es hier keine dauerhafte Besiedlung, so dass die Anlage relativ gut erhalten blieb. In der Nähe liegen die gleichartigen Anlagen von Castellu di Capula und Forcina, sowie der "Forêt du temps" (Wald der Zeit).
Die Menschen lebten von Ackerbau und Viehhaltung (Rind, Schaf, Schwein und Ziege) und jagten Hirsche und Wildschweine, was Knochen unter dem Abri belegen. Bei der Ausgrabung fand man 1963–64 nur wenig Inventar, da die Anlage geplündert worden war.
Ein Teil der Baulichkeiten ist, wie für die Torreaner typisch, in eine natürliche Felskulisse (darunter ein Abri) integriert. Der 1200 m² große Komplex gliedert sich in zwei Bereiche:
- Im Westen liegt die so genannte Festung mit hoher zyklopischer Mauer und einem von Felsblöcken gespickten Innenraum der nur wenig Grundfläche frei lässt. Sie nimmt eine Fläche von etwa 30 mal 40 m ein und besteht aus Felsblöcken von einer halben bis einer Tonne Gewicht; die Durchschnittshöhe beträgt fünf, die Mauerstärke zwei bis fünf Meter. Der einzige Zugang liegt im Westen. Zwischen den Hälften eines riesigen geborstenen Granitblocks wurde eine Steintreppe eingebaut. Der anschließende Laufsteg aus Holz gehört zu einem Teil von Aufbauten, die eine viereckige Kammer bedeckten, die die Funktion einer Wächterzelle besessen haben könnte. Im Westen befinden sich fünf Öffnungen in der Mauer.

Castellu di Cucuruzzu
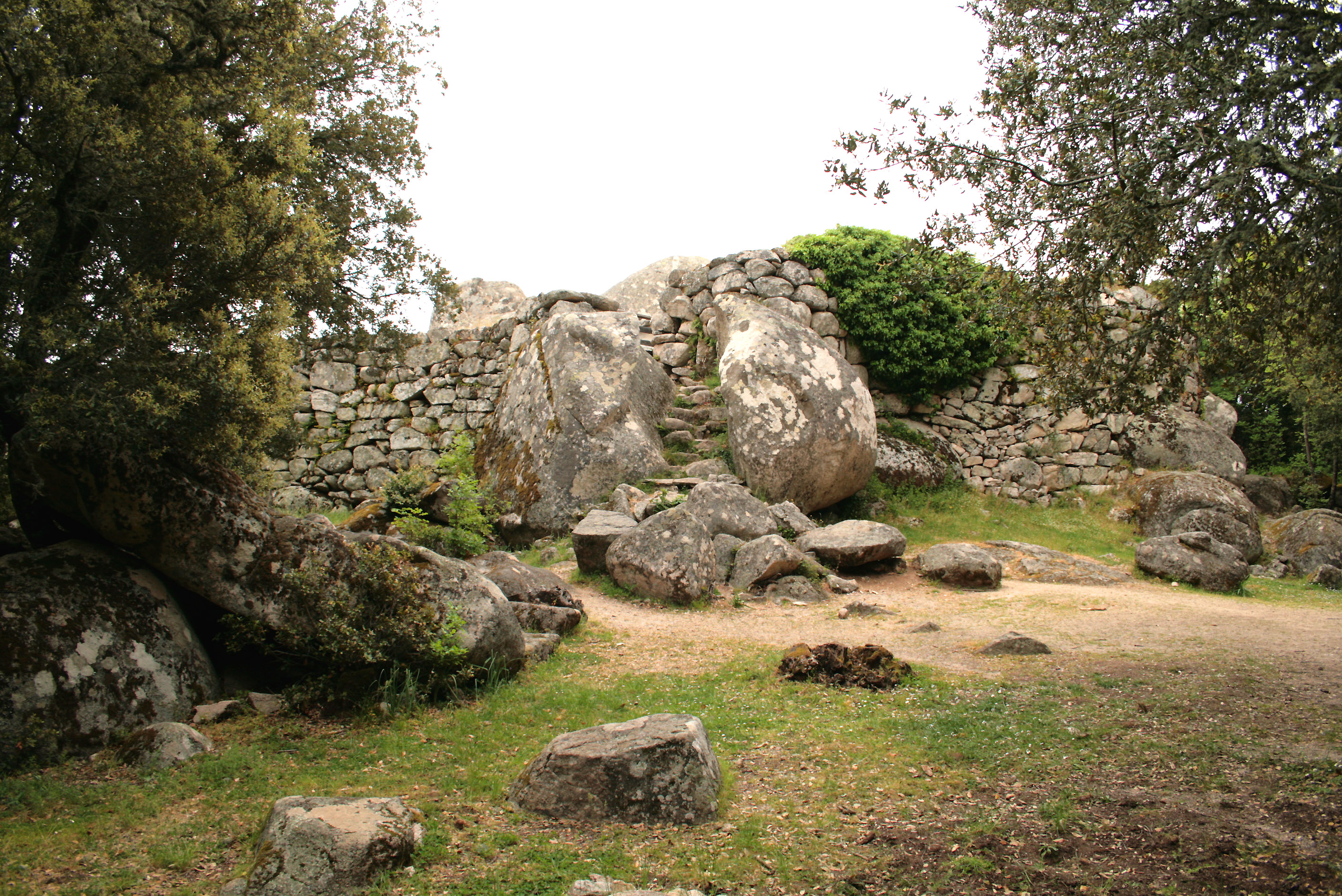
Castellu Cucuruzzu (außen)
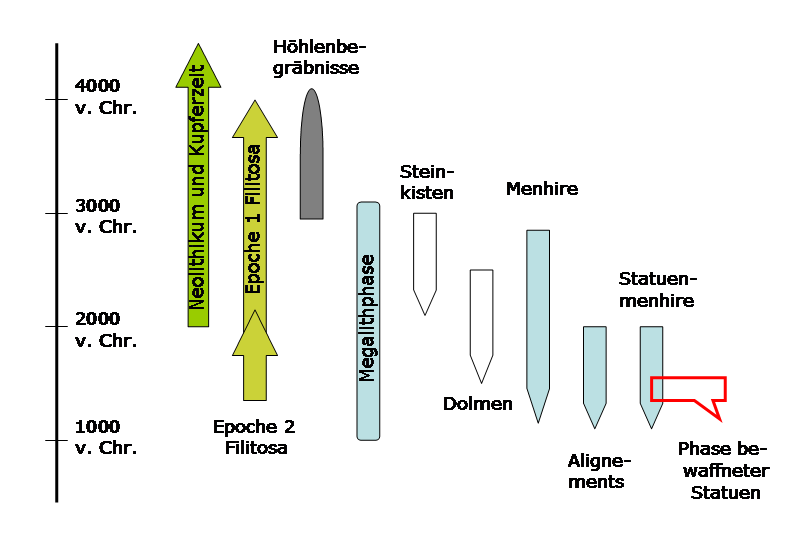
Zeitstellung korsischer Megalithen
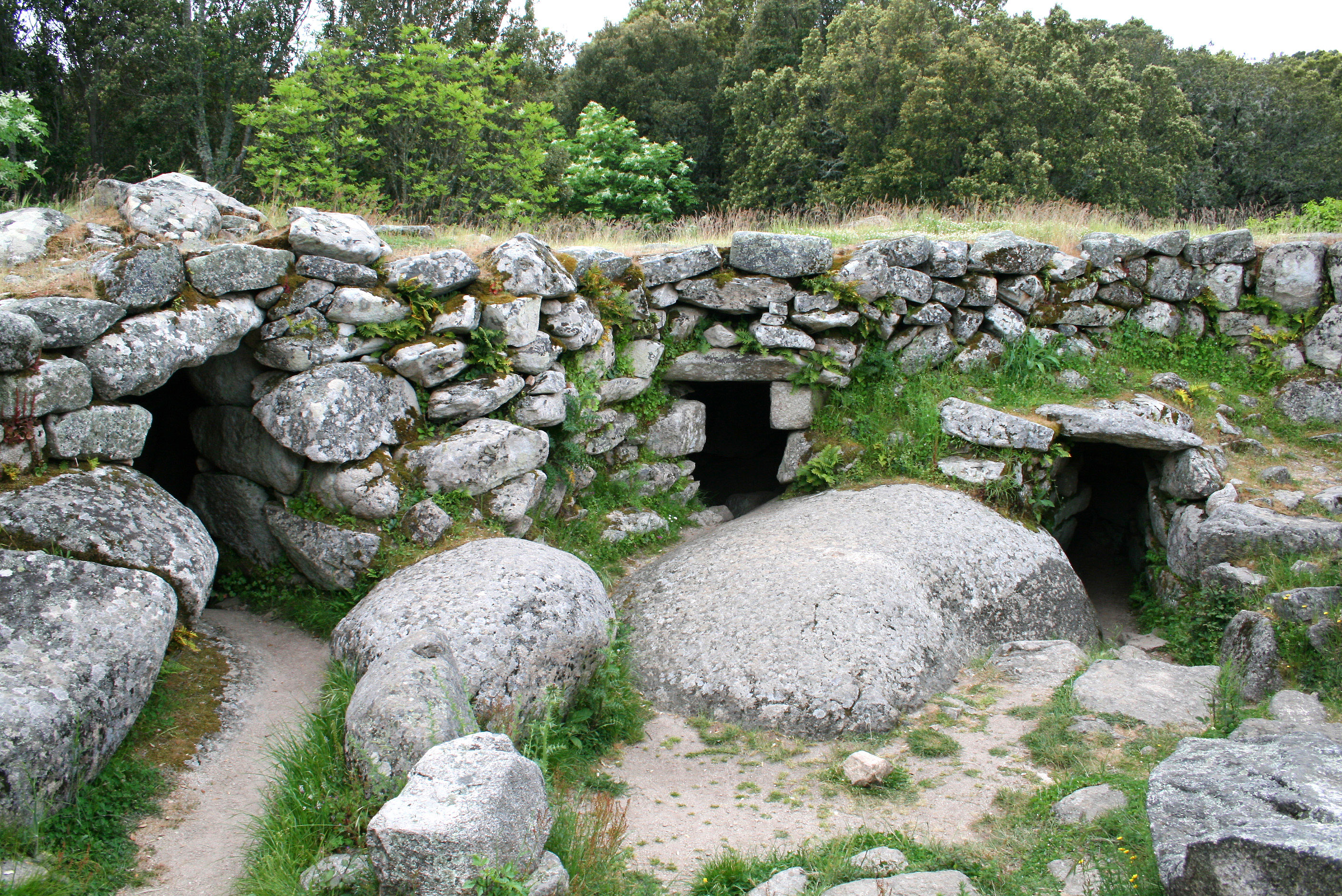
Castellu Cucuruzzu (innen)

Aufgrund der Funde von Tonklumpen vermutet man hier auch Plätze für die Herstellung von Töpferwaren oder was Mahlsteine vermuten lassen, eine Räumlichkeit, wo Korn zu Mehl verarbeitet wurde. Ein großer Felsentisch mit runder Vertiefung in der Mitte die beim Kornmahlen benutzt wurde bildet die nördliche Westfront. Jenseits liegt die Loge A, die mit den Felsen den nordwestlichen Abschuss bildet. Ein riesiger Felsblock im Rücken der Westfront wurde mittels Platten zu einem künstlichen Abri gestaltet unter dem man viel zerscherbte Keramik fand (Schalen, Krüge, Schüsseln). Im südlichen Teil des Westsektors wurden aufgeschichtete Steine zwischen die Naturfelsen eingefügt. Im Bereich dreier Nischen, die wie überdeckte Gänge angelegt sind, ist das Mauerwerk sehr sorgfältig ausgeführt.
Im Osten liegt das Kultmonument. Der Zugang zum höher gelegenen Kultmonument, das wahrscheinlich dem Totenkult diente, liegt im Osten und etwa 10 m über dem torreanischen Dorf. Im Gang befindet sich rechts und links eine Nische (Wächterzelle). Der Gang ist spitzbogig überdacht. Er führt zu einer polygonalen Cella von drei bis vier Metern Durchmesser, die seitlich an die Naturfelsen anlehnt. Ihr Kraggewölbe hat drei Meter Höhe, wie man es im Mittelmeerraum häufiger antrifft. Auf Korsika ist es das einzige intakte torreanische Gewölbe. Im nahen zeitgleichen Dorf fanden sich Hüttengrundrisse.